# TV4 Sydost
TV4 Sydost var en lokal TV-station som gav ut lokalnyheter för befolkningen i Kalmar, Kronoberg och Blekinge med omnejd. TV4-gruppen har nu[när?] delat upp TV4 Sydost i tre editioner, TV4 Kalmar, TV4 Växjö och TV4 Karlskrona.